# ヴァルタン・グレゴリアン

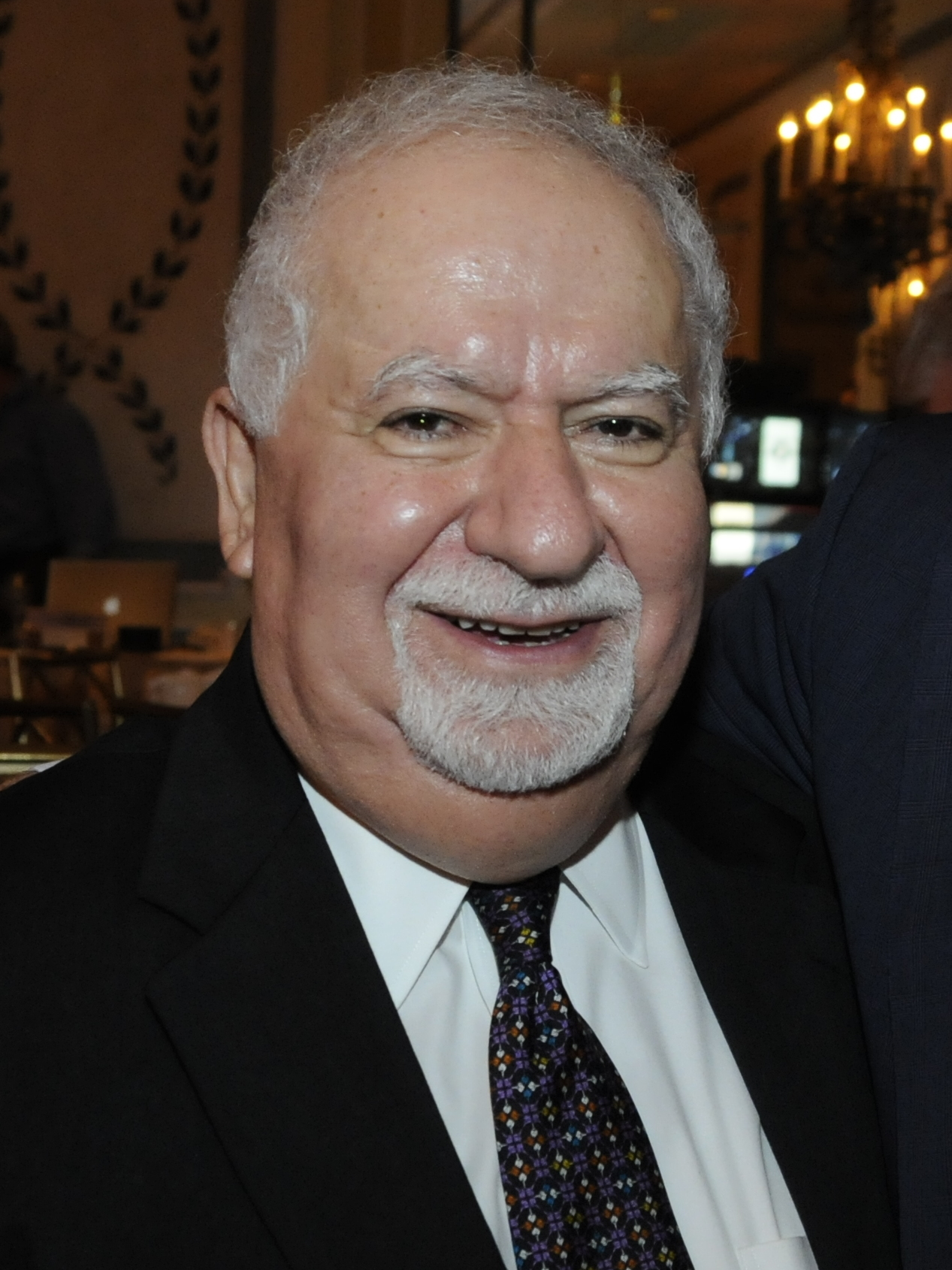
2011年以前

ヴァルタン・グレゴリアン（アルメニア語: Վարդան Գրիգորեան、 ペルシア語: وارتان گرگوریان、1934年4月8日 - 2021年4月15日）は、アメリカ合衆国のイスラム学者。アルメニア系アメリカ人。第12代カーネギー研究所理事長。第16代ブラウン大学学長。
1998年、国家人文科学メダルを受賞。
2004年、ジョージ・W・ブッシュ大統領より大統領自由勲章を授与された。